# Penalización en motores de búsqueda
Una penalización en motores de búsqueda es una acción realizada por motores de búsqueda para penalizar el posicionamiento de aquellas páginas web que no respetan las políticas de calidad definidas por ese buscador.

## Historia
Desde el inicio de la web han existido motores de búsqueda que en su fin de ofrecer contenido relevante y de calidad para los usuarios, evitan que sus resultados o SERP sean manipuladas de forma fraudulenta, los administradores de sitios web empezaron campañas masivas de ubicar en las páginas las palabras en las que deseaban aparecer en los primeros lugares pero sin un contexto, y como castigo se crean las penalizaciones, que iniciaron siendo por breves periodos de tiempo hasta llegar a posibles bloqueos permanentes; constantemente los motivos de penalización cambian según las nuevos bugs o fallas encontrados en el algoritmo de los buscadores.
La finalidad de estas penalizaciones es darle al usuario una mejor experiencia, con un contenido de calidad suficiente para que encuentre cuanto antes lo que está buscando.

## Tipos de penalizaciones
En general, existen dos tipos de penalizaciones SEO fundamentales:
- Penalizaciones manuales: [3] son realizadas por empleados de Google y se suelen detectar más fácilmente ya que Google envía al usuario una notificación a través de Webmasters Tools. En el apartado de Seguridad y Acciones manuales.
- Penalizaciones algorítmicas: se aplican de manera automática sin intervención humana y pueden significar un cambio abrupto en el posicionamiento orgánico de una página

### Sanción de treinta posiciones
Esta penalización te rebaja exactamente 30 posiciones para la palabra consultada cuando se considera una web como Spam o generación de enlaces no relacionados con la computadora

### Penalización de PageRank
Aunque el PageRank ha perdido peso aún se sigue alterando su valor, y la penalización consiste en rebajar su valor entre -2 y -9 según la infracción cometida.

### Penalización de sesenta posiciones
Al igual que la sanción de treinta posiciones pero afectando el lugar del sitio web en 60 casillas, la penalización es causada por abusar de una granja de enlaces.[cita requerida]

### Penalización del último lugar o baneo
Esta penalización envía el sitio web a los últimos lugares en cualquier búsqueda o incluso el dominio web desaparece del buscador; es generada por una combinación de infracciones.[cita requerida]

## Causantes de sanciones
- Spam de enlaces (y granja de enlaces).
- Google Penguin.
- Contenido copiado o duplicado. Google Panda[5]
- Spamming keywords.
- Keyword Stuffing.
- Cloaking.
- Texto oculto.
- Velocidad de carga muy lenta.
- Exceso de SEO.
- Intercambio de enlaces.
- Enlaces en el footer.
- Uso de PBN's o red de blogs.

Las penalizaciones en Google son tan estrictas que se han penalizado incluso a sus propias páginas web como Chrome y Google Japón.